# 星系盤

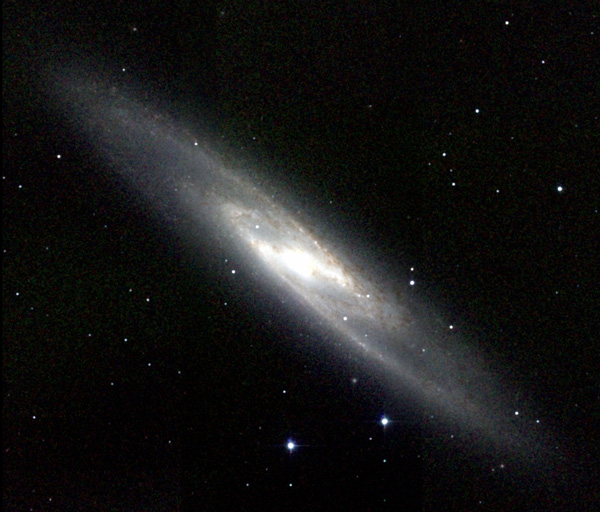
玉夫座星系（NGC 253）是星系盤的一個例子

星系盤是圓盤星系，例如螺旋星系或透鏡星系的一部分。 
星系盤是存在於包含螺旋、棒狀等圓盤星系盤狀物的平面部分。星系盤傾向於比核球和暈有著更多的氣體、塵埃和年輕的恆星。
星系盤的主要成分是氣體、塵埃和恆星。星系盤的氣體和塵埃元件稱為氣體盤，恆星為元件組成的星系盤稱為恆星盤。

## 星星不一致的軌道速度
没人注意到多數星系盤中恆星的軌道速度與依據星系發光物質質量計算的結果不一致。針對這個問題的一個可能解釋是不發光的暗物質。

## 進階讀物
- P.c. van der Kruit, K.c. Freeman. . Annual Review of Astronomy and Astrophysics. 2011-08-18, 49 (1): 301–371  [2018-04-02]. ISSN 0066-4146. doi:10.1146/annurev-astro-083109-153241. （原始内容存档于2021-07-30）.